# Monroeville, Alabama
Monroeville là một thành phố thuộc quận Monroe, tiểu bang Alabama, Hoa Kỳ. Dân số năm 2009 là 6285 người, mật độ đạt 181 người/km².